# Farolim de Vila Nova de Milfontes
O Farolim de Vila Nova de Milfontes  é um farol situado na foz do Rio Mira, na freguesia de Vila Nova de Milfontes, no Município de Odemira, em Portugal.

## Descrição
A estrutura situa-se na Ponta do Farol, num local de onde se avista a povoação de Vila Nova de Milfontes e o estuário do Rio Mira. Situa-se no Miradouro do Farol, onde se encontra a estátua do Arcanjo. Esta obra polémica é da autoria do escultor Aureliano de Aguiar, e foi fabricada em ferro reutilizado, simbolizando a degradação do ambiente. Nas imediações encontra-se a Praia do Farol.

## História
O farolim entrou ao serviço em 1889, no sentido de melhorar as condições na entrada da barra de Vila Nova de Milfontes. Foi edificado após a nomeação de uma Comissão de Faróis e Balizas, que foi formada em 1881, e cujo plano foi aprovado em 1883. A sua construção esteve integrada num vasto programa de farolagem, que na região do litoral alentejano incluiu igualmente os faróis de Cabo de Sines, em 1880, e do Cabo Sardão, em 1915. De acordo com a obra Estatística Geral dos Correios, Telegraphos e Pharoes, de 1889, contava originalmente com um aparelho de içar, com dois montantes de ferro fixos na fachada do edifício dos faroleiros, e possuía um aparelho iluminador de quinta ordem, de luz branca e fixa. Em 1906, a Delegação Marítima de Milfontes requisitou a abertura de um poço para abastecimento de água ao farol, uma vez que os acessos ao farol eram difíceis, devido à distância em relação à vila, e à natureza dunal do terreno.
Posteriormente, foi ali instalada uma delegação da Polícia Marítima.

## Leitura recomendada
- VILHENA, Francisco João; LOURO, Maria Regina (1995). Faróis de Portugal. Lisboa: Gradiva. 160 páginas. ISBN 9789726624264